# 矢筈山剛志
矢筈山 剛志（やはずやま つよし、1913年11月30日 - 没年不明）は、昭和時代の大相撲力士。友綱部屋所属。本名は小野 直憲。最高位は十両3枚目。

## 経歴
高知県高岡郡大桐村（現越知町）出身。土地相撲で活躍し、同郷の友綱（元小結矢筈山登）からスカウトされ、友綱部屋に入門する。1932年2月に「友錦」の四股名で初土俵を踏む。1936年5月十両昇進、四股名を師匠と同じ「矢筈山」と改める。新十両の場所は4勝7敗と負け越し、幕下に落ちる。1939年5月再十両、翌年応召される。1941年1月に復帰、1943年1月で負け越し、幕下に落ちた。翌5月限りで廃業した。廃業後は再び兵役に就いた。終戦後は故郷に帰り、農業に従事したり、病院に勤務した。

## 改名
友錦→矢筈山